# John Somers-Smith
John Robert Somers-Smith (ur. 15 grudnia 1887 w Walton-on-Thames, zm. 1 lipca 1916 w Gommecourt) – brytyjski wioślarz i wojskowy, złoty medalista olimpijski.
Kształcił się w Eton College i Magdalen College Uniwersytetu Oksfordzkiego. 
Wystąpił na igrzyskach olimpijskich w Londynie w 1908 roku, gdzie brytyjska osada Magdalen w składzie: Collier Cudmore, James Angus Gillan, Duncan Mackinnon i John Somers-Smith zdobyła złoty medal w czwórkach bez sternika. Był to jego jedyny start olimpijski.
Po ukończeniu studiów rozpoczął praktykę jako solicitor. Wkrótce wstąpił do British Army, otrzymując przydział do 5. London Regiment w stopniu kapitana. W 1915 roku odznaczony Krzyżem Wojskowym. Zginął na froncie zachodnim, w trakcie bitwy nad Sommą.